# Боден, Фальк
Фальк Боден (нем. Falk Boden, род. 20 января 1960, Эльстерверда, Бранденбург) — немецкий велогонщик (ГДР), чемпион и призёр чемпионатов мира в командной гонке, призёр летних Олимпийских игр 1980 года в Москве, победитель и призёр многих международных гонок. В 1980 и 1984 годах побеждал в туре ГДР. В 1983 году Боден стал победителем Велогонки Мира в индивидуальном зачёте и вторым в туре Марокко. В 1984 году Боден стал вторым в веломногодневке Олимпия Тур и победил на соревнованиях «Дружба-84». В 1989 году выиграл Регио–Тур. В 1990 году Боден занял третье место в Туре Саксонии и стал вторым в туре Тюрингии.